# 응우옌푹미엔호아인
응우옌푹미엔호아인(베트남어: Nguyễn Phúc Miên Hoành / 阮福綿宏 완복면굉, 1811년 7월 12일 ~ 1835년 11월 23일)은 응우옌 왕조의 황족이다. 민망 황제의 5번째 아들로, 생모는 현비(賢) 응오티찐(吳氏政)이다. 처음 이름은 응우옌푹트(베트남어: Nguyễn Phúc Thự / 阮福曙 완복서)였으나 개명하였다.

## 생애
자롱 10년 5월 22일(1811년 7월 12일), 순화경성(順化京城)에서 태어났다. 어렸을 때 학문을 좋아하여 출각(出閣)해 독서(讀書)를 한 뒤 여러 책을 널리 읽으며 시서(詩書)를 좋아하였다.
민망 11년(1830년) 정월, 영상공(베트남어: Vĩnh Tường Công / 永祥公)으로 책봉되었다.
민망 16년 10월 초사일(1835년 11월 23일), 순화경성에서 사망하니 향년 25세였다. 민망 황제는 그를 영상군왕(베트남어: Vĩnh Tường Quận Vương / 永祥郡王)으로 추봉하고 시호를 장목(莊穆)이라고 하였다. 승천부(承天府) 향차현(香茶縣) 안녕총만춘사(安寧總萬春社)에 안장되었고, 향차현 부춘총동지읍(富春總東池邑)에 사당을 세워 제사를 지냈다.

## 자녀
응우옌푹미엔호아인은 아들 4명과 딸 2명을 두었다. 후예들이 사(糸) 자부(字部)를 하사받고 그에 따라 이름을 지었다.
- 첫째 응우옌푹홍주이(阮福洪維) - 본명은 응우옌푹홍히(阮福洪僖)였으나 티에우찌 5년에 개명하였다. 영상군공(永祥郡公)에 습봉되었고, 이후 일로 인해 작위를 삭탈당했으나 다시 개복(開復)되어 봉국랑(奉國郞)이 되었다.
- 둘째 응우옌푹홍끼(阮福洪紀) - 본명은 응우옌푹홍툭(阮福洪俶)이었으나 티에우찌 5년에 개명하였다. 평택정후(平澤亭侯)에 은봉(恩封)되었고, 이후 영상후(永祥侯)의 작위를 세습하였다.
  - 손자 응우옌푹응떤(阮福膺縉) - 기외후(畿外侯)에 습봉되었다.

## 참고 문헌
- 《大南實錄》正編列傳二集 卷五